# Моро Фреони (Верона)
Моро Фреони је насеље у Италији у округу Верона, региону Венето.
Према процени из 2011. у насељу је живело 63 становника. Насеље се налази на надморској висини од 94 м.